# Emil Aarestrup
Carl Ludwig Emil Aarestrup (Copenhague, 4 de diciembre de 1800 - Odense, 21 de julio de 1856) fue un poeta y médico danés.

## Biografía
Médico en la isla de Lolland y en Odense, en su tiempo libre se dedicó a escribir poemas, gracias al estímulo de su amigo el poeta Christian Winther.  
Casado con su prima Caroline, está considerado uno de los más grandes poetas del amor erótico y sensual danés. Sus poemas son similares, en cierto modo, a los de Víctor Hugo, George Gordon Byron, Carl Michael Bellman, Heinrich Heine, Friedrich Rückert y August von Platen-Hallermünde, a pesar de que las fantasías románticas a menudo dan paso a condiciones demasiado realistas. 
Vale la pena recordar también sus traducciones de poetas románticos.

## Obra

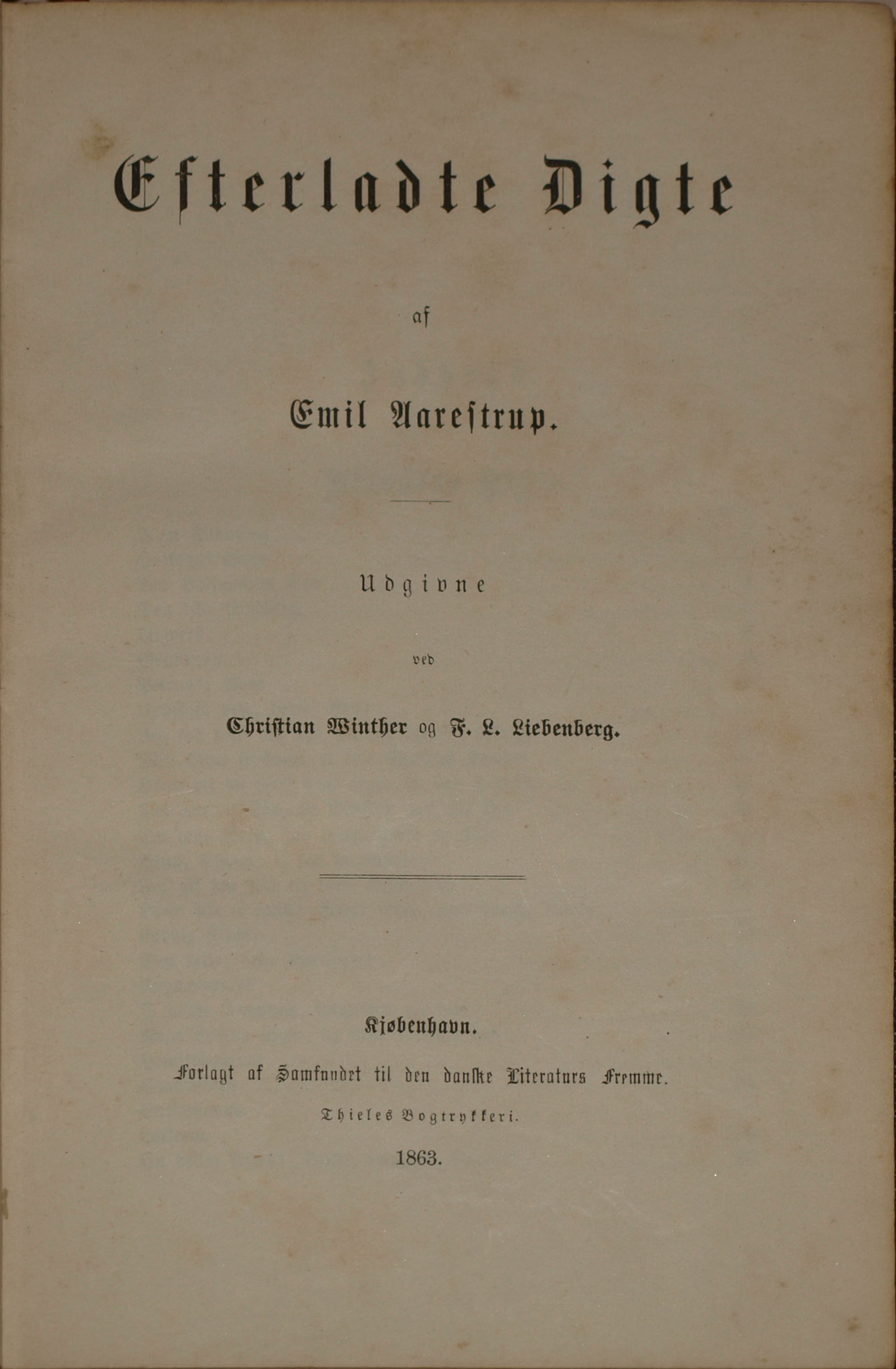
Portada de Efterladte digte (poemas póstumos).

- 1837 – Digte
- 1863 – Efterladte digte
- 1877 – Danske digtere
- 1877 – Samlede Digte [3]
- Tidlig Skilsmisse